# Wapakoneta
Wapakoneta è un comune degli Stati Uniti d'America, capoluogo della contea di Auglaize nello Stato dell'Ohio.
Ha una popolazione di circa 9 500 abitanti ed è famoso soprattutto perché è il luogo dove nacque Neil Armstrong, il primo uomo a camminare sulla Luna.
A lui è dedicato il Neil Armstrong Air and Space Museum che ha sede nel cuore della città.

## Società

### Evoluzione demografica
Abitanti censiti:Questo grafico non è disponibile a causa di un problema tecnico.
Si prega di non rimuoverlo.

## Amministrazione

### Gemellaggi
- Lengerich